# Psephenidae

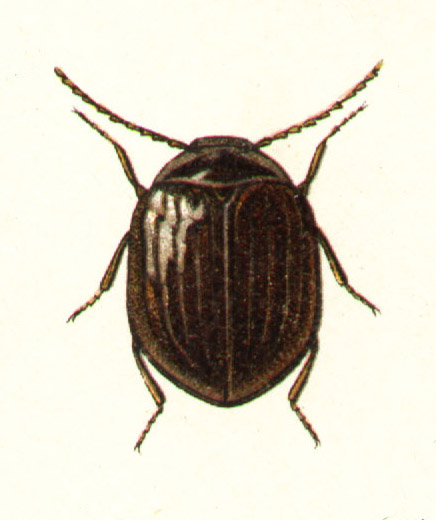
Adulto de Eubria palustris.

Los psefénidos (Psephenidae) son una familia de coleópteros polífagos. La familia aloja 272 especies en 35 géneros, estos escarabajos acuáticos se encuentran distribuidos en todos los continentes, tanto en zonas templadas como tropicales. Las larvas, que habitan en el agua, se asemejan a una pequeña moneda de cobre (penique). Las larvas por lo general se alimentan por la noche de algas en las superficies rocosas. La existencia de larvas de Psephenidae en un cauce de agua se puede utilizar como un indicador de la calidad del agua, ya que no habitan en aguas contaminadas.  No pueden vivir en hábitats donde las rocas posean un grueso recubrimiento de algas, hongos o sedimentos inorgánicos. Por ello, su presencia es indicador de una buena calidad del agua.  
Miden de 6 a 10 mmm de largo. La cubierta de una larva posee forma oval o circular y por lo general es de color cobrizo. Estos escarabajos obtienen oxígeno a través de la membrana y  a través de branquias plumosas ubicadas en la base del abdomen. Por lo general se les encuentra en arroyos con corrientes entre moderadas a rápidas, sujetos a la parte inferior de troncos o rocas.  Ocasionalmente, se les puede encontrar sobre rocas a lo largo de las costas de lagos. Adosados a sus patas posee raspadores, los cuales utiliza para raspar las algas de las superficies de un tronco o roca.
En América del Norte, son comunes en el noreste de Estados Unidos, y ocasionalmente se les ha observado en el suroeste de Estados Unidos. Algunos de los géneros que habitan en Estados Unidos son:
- Psephenus: noreste y costa oeste de Estados Unidos (desde Oregón hasta California; por lo general por debajo de la cota de 1200 m s. n. m. en California).
- Eubrianax: California, hasta los 2000 m s. n. m.
- Ectopria: norte y centro de Estados Unidos.
- Acneus: California y Oregón hasta 1200 m s. n. m.

Los adultos son terrestres, tienen vidas relativamente cortas y casi no se alimentan.